# Зеленопольский (Ростовская область)
Зеленопо́льский — посёлок в Кагальницком районе Ростовской области.
Входит в состав Кировского сельского поселения.

## История
В 1987 году указом Президиума Верховного Совета РСФСР посёлку третьей фермы совхоза № 2 присвоено наименование Зеленопольский.

## Население
| 2010 |
| ---- |
| 22   |

## Улицы
В посёлке имеется одна улица: Звонкая.